# داگ اوتو لاوریتزن
داگ اوتو لاوریتزن (نروژی: Dag Otto Lauritzen؛ زادهٔ ۱۲ سپتامبر ۱۹۵۶) دوچرخه‌سوار اهل نروژ است.
وی در مسابقات کشوری و بین‌المللی در مجموع برندهٔ ۱ مدال برنز شده‌است.